# Bonte galathea
De bonte galathea (Galathea strigosa) is een kreeftachtige uit de familie Galatheidae. De wetenschappelijke naam van de soort werd in 1761 voor het eerst geldig gepubliceerd door Carl Linnaeus.

## Kenmerken
Deze soort kan een maximale lengte van 15 cm bereiken maar blijft meestal kleiner tot 6 cm. 

## Verspreiding en leefgebied
De soort komt voor in de Atlantische Oceaan, waaronder de Noordzee, en in de Middellandse Zee. Hij leeft in gaten in de rotskust. 
De bonte galathea is ook in Nederland te vinden: in de Oosterschelde worden door duikers soms exemplaren gezien.